# Förslöv (stacja kolejowa)
Förslöv (szw. Förslöv station)  – przystanek kolejowy w Förslöv (Gmina Båstad), w regionie Skania, w Szwecji. Jest to nowa stacja kolejowa, która otwarta została w dniu 13 grudnia 2015 r. w związku z otwarciem nowego śladu linii Västkustbanan z Hallandsåstunneln. Stacja została otwarta w dniu 8 grudnia 2015 r. Przez Ministra Przemysłu i Innowacji Mikaela Damberga oraz przez Dyrektora Generalnego Szwedzkiej Administracji Transportu Lenę Erixon. 

## Linie kolejowe
- Västkustbanan